# Jogos do Texas
Os Jogos do Texas são uma série de Jogos Olímpicos amadores de eventos realizados a cada verão e de inverno, no estado norte-americano do Texas. Eles são organizados por Federação Amadora Atlética do Texas (FAAT) . Medalhistas dos Jogos qualificam-se para participar nos Jogos dos Estados Unidos, uma evento multiesportivo bienal.

## Jogos de Verão
Os Jogos de Verão do Texas são realizadas todos os anos em vários locais, em uma pré-designada cidade ou região. O evento é normalmente realizada no final de julho e atrai mais de 10.000 atletas e 15.000–20.000 espectadores a cada ano. Ele é o maior evento multiesportivo no Texas. a Cada ano, nos jogos, o FAAT organiza as cerimônias de abertura, que normalmente incluem um desfile de atletas e fogos de artifício. Em 2010 e 2011, o evento foi organizado em Waco. Em 2012 e 2013, ele aconteceu em Corpus Christi.